# Шукурян, Самвел Кимович
Самвел Кимович Шукурян (арм. Սամվել Կիմի Շուքուրյան; род. 18 августа 1950) — советский и армянский учёный-физик, доктор физико-математических наук (1990), профессор (1993),  действительный член Академии наук Армении (1996). Лауреат Государственной премии Республики Армения в области науки и техники (2013).

## Биография
Родился 18 августа 1950 года в Ереване, Армянской ССР. Отец — Ким Гайкович, старший брат — Артур (оба врачи).
С 1967 по 1972 год обучался на физико-математическом факультете Ереванского политехнического института. С 1973 по 1976 год обучался в аспирантуре Института кибернетики АН УССР.
С 1976 года на педагогической работе в Ереванском государственном университете в качестве преподавателя, профессора, с 1993 года — заведующий кафедрой и одновременно с 2007 года — научный руководитель Образовательного и исследовательского центра информационных технологий этого университета.
С 1990 года одновременно с педагогической занимался и научной работой в Ереванском НИИ математических машин в должностях: руководитель комплексного отдела и с 1994 по 1997 год — главный научный консультант этого института.
С 2000 года — руководитель отдела программ вложенного тестирования и восстановления американской корпорации Virage Logic и с 2010 года на такой же должности в американской корпорации Synopsys.

### Научно-педагогическая деятельность и вклад в науку
Основная научно-педагогическая деятельность С. К. Шукуряна была связана с вопросами в области информационных технологий, тестирования, архитектуры и классификации электронных устройств и систем, занимался исследованиями в области создания программ вложенного тестирования и восстановления и проблем формальных моделей распределённых компьютерных программ и систем.
В 1976 году защитил кандидатскую диссертацию по теме: «О распознавании свойств дискретных преобразователей и многоленточных многоголовочных автоматов», в 1990 году защитил докторскую диссертацию на соискание учёной степени доктор физико-математических наук по теме: «Исследование, разработка и реализация принципов микропрограммной адаптации архитектуры ЭВМ широкого применения к решаемым задачам». В 1993 году ему присвоено учёное звание профессор. В 1996 году он был избран действительным членом НАН Армении. С. К. Шукуряном было написано более восьмидесяти научных работ, в том числе научных работ опубликованных в ведущих научных журналах, а также авторских свидетельств на изобретения в области микропрограммных устройств.

## Основные труды
- О распознавании свойств дискретных преобразователей и многоленточных многоголовочных автоматов. - Киев, 1976. - 141 с.
- Исследование, разработка и реализация принципов микропрограммной адаптации архитектуры ЭВМ широкого применения к решаемым задачам / Шукурян Самвел Кимович ; Институт кибернетики имени В. М. Глушкова. - Киев, 1990. - 28 с[3]
- Настройка локальных мультикомпьютеров на задачи пользователей // Уч. записки ЕГУ, сер. Физика и Математика, 2001, №1, с.23–32[4]

### Патенты
- Various methods and apparatuses for memory modeling using a structural primitive verification for memory compilers. Patent number: № 8112730. Inventors: Karen Aleksanyan, Karen Amirkhanyan, Sergey Karapetyan, Alexander Shubat, Samvel Shoukourian, Valery Vardanian, Yervant Zorian
- Memory modeling using an intermediate level structural description. Patent number: № 7768840. Inventors: Karen Aleksanyan, Karen Amirkhanyan, Samvel Shoukourian, Valery Vardanian, Yervant Zorian
- Determining a desirable number of segments for a multi-segment single error correcting coding scheme. Patent number: № 9053050. Inventors: Hayk Grigoryan, Gurgen Harutyunyan, Samvel Shoukourian, Valery Vardanian, Yervant Zorian
- Detecting random telegraph noise induced failures in an electronic memory. Patent number: № 8850277. Inventors: Karen Amirkhanyan, Hayk Grigoryan, Gurgen Harutyunyan, Tatevik Melkumyan, Samvel Shoukourian, Alex Shubat, Valery Vardanian, Yervant Zorian
- Микропрограммное устройство управления № 1798781

## Награды и премия
- Медаль Анании Ширакаци (2020)
- Государственная премия Республики Армения в области науки и техники (2013)[1]